# Olympiades nationales
Les Olympiades nationales sont, en France, un ensemble de concours scientifiques au niveau académique et national et ouverts aux lycéens. D'un format plus libre que le Concours général, elles visent à sensibiliser les lycéens aux sciences et à récompenser les meilleurs d'entre eux.

## Présentation
Les Olympiades nationales se déclinent en cinq concours, de nature différente et s'adressant à des publics différents. Chaque concours donne lieu a un classement académique et national.
| Nom                                               | Date de création | Nature de l'épreuve | Organismes organisateurs |
| ------------------------------------------------- | ---------------- | --- | --- |
| Olympiades nationales de chimie                   | 1984             | Épreuve théorique et pratique pour le concours scientifique, ouvert aux lycéens de première S et STL. Présentation orale pour le concours « Parlons Chimie », ouvert aux lycéens de première et de terminale, de toutes sections. | - Ministère de l'éducation nationale - Société chimique de France - Union des professeurs de physique et de chimie                                    |
| Olympiades nationales de géosciences              | 2007             | Épreuve de quatre heures, ouverte aux lycéens en classe de première S. | - Ministère de l'éducation nationale - Société géologique de France - Académie des Sciences - Muséum national d'Histoire naturelle - Planète Énergies |
| Olympiades nationales de mathématiques            | 2000-2001        | Épreuve de quatre heures, ouverte aux lycéens en classe de première, de toutes sections. | - Ministère de l'éducation nationale - Animath |
| Olympiades nationales de physique                 | 1992             | Projet expérimental, en groupes de deux à six élèves de seconde ou de première. | - Ministère de l'éducation nationale - Société française de Physique - Union des professeurs de physique et de chimie                                 |
| Olympiades nationales des sciences de l'ingénieur | 2009             | Projet expérimental, en groupes, constitué d'élèves de première ou de terminale | - Ministère de l'éducation nationale - Union des professeurs de sciences et techniques industrielles                                                  |

Ces concours, particulièrement celui de mathématiques, qui rassemble plus de vingt mille élèves chaque année, est très souvent couvert par la presse locale,.

## Comparaison avec les olympiades nationales d'autres pays
En France, les olympiades nationales ont un format très différent de celui des olympiades internationales. Par exemple en mathématiques, elles concernent plus de 20 000 élèves et consistent en quatre exercices comportant le plus souvent des questions intermédiaires, ne demandant aucune connaissance en dehors du programme des classes de Première. À l'inverse, les olympiades de mathématiques des États-Unis (en) ne concernent que quelques centaines de candidats pré-sélectionnés par d'autres compétitions de niveau moins élevé, et sont d'un format et d'une difficulté assez proches de ceux des olympiades internationales de mathématiques. Il en va de même pour les Olympiades de mathématiques britanniques (en), qui ne concernent que 1300 candidats chaque année, qui est de fait plus proche du Concours général en France.
Pour éviter la confusion avec l'Olympiade française de mathématiques, qui prépare et sélectionne directement les candidats aux olympiades internationales, les olympiades nationales sont également appelées « olympiades académiques ».